# Laristania sardzella
Laristania sardzella är en fjärilsart som beskrevs av Hans Georg Amsel 1951. Laristania sardzella ingår i släktet Laristania och familjen mott. Inga underarter finns listade i Catalogue of Life.